# Dilong
A Dilong (jelentése 'uralkodó sárkány') egy kis méretű tyrannosauroidea dinoszaurusznem. Egyetlen ismert faja a Dilong paradoxus. A kínai Yixian (Jihszien) Formáció kora kréta időszaki rétegében fedezték fel a Lujiatun csontmederben, Beipiao közelében, Liaoning tartomány nyugati részén. Körülbelül 130 millió évvel ezelőtt élt. A nemről Xu Xing (Hszü Hszing) és kollégái készítettek leírást 2004-ben.
A Dilong paradoxus az egyik legkorábbi és legkezdetlegesebb ismert tyrannosauroidea. A testét egyszerű tollak vagy prototollak és pikkelyek fedték (lásd tollas dinoszauruszok).

## Etimológia
A neve a kínai 帝 / dì 'uralkodó' és 龙/龍 / long 'sárkány' jelentésű szavakból származik. Az uralkodó az állat Tyrannosaurus rexszel, a 'király' tyrannosauridával való rokonságára utal. A 'long' szó a kínai dinoszaurusznevekben ugyanolyan szerepet tölt be, mint az ógörög σαυρος / sauros ('gyík') a nyugaton elnevezett dinoszauruszok esetében. A faj jelzője, a paradoxus az ógörög παράδοξον latinosítása, a jelentése 'az elért bölcsességgel szemben'.

## Anatómia
A típuspéldány (az IVPP 14243 jelzésű pekingi lelet) egy majdnem teljes, félig tagolt csontváz, melyhez koponya is tartozik. A kapcsolódó anyagok között található az IVPP 1242 jelzésű majdnem teljes koponya és egy keresztcsont előtti csigolya, a (Tianjin Természetrajzi Múzeumban levő) TNP01109 jelzésű hiányos koponya, valamint egy IVPP V11579 jelzésű másik koponya, ami talán a D. paradoxushoz vagy egy rokon fajhoz tartozhat. A Dilong típuspéldánya 1,6 méter hosszú, de a feltételezés szerint ez egy fiatal egyed, ami felnőtté válva elérhette volna a 2 méteres hosszúságot is.
A pofa és a farok körüli tollak láthatók a fosszilizálódott bőrlenyomatokon. Nem azonosak a modern madártollakkal, hiányzik a központi száruk, és mivel repülésre alkalmatlanok voltak, az a legvalószínűbb, hogy hőszigetelésre szolgáltak. Az Albertában és Mongóliában talált felnőtt tyrannosauroideák bőrlenyomatai a többi dinoszauruszéhoz hasonló kavicsszerű pikkelyeket őriztek meg. Xu és szerzőtársai (2004-ben) felvetették, hogy a tyrannosauroideák különböző testrészeit talán másfajta bőr fedte, lehet hogy keveredtek a pikkellyel és a tollal borított részek. Azt is feltételezték, hogy a tollak mennyisége fordított arányban állt a testmérettel – így elképzelhető, hogy a fiatalok tollasak voltak, majd, ahogy a testük növekedett és feleslegessé vált, hogy a tollazat melegen tartsa, elhullajtották a tollakat és csak a pikkelyeik maradtak meg.

## Osztályozás
2007-ben Turner és kollégái újra elemezték a coelurosaurusok közötti kapcsolatokat, megvizsgálva a Dilongot is, és úgy találták, hogy nem tartozik a tyrannosauridák közé. Inkább két lépcsővel feljebb helyezték el a tyrannosauroideák fejlődési vonalán; fejlettebbnek ítélve a Coelurusnál és kezdetlegesebbnek a Compsognathidae családnál.

## Fordítás
- Ez a szócikk részben vagy egészben  a   Dilong (dinosaur) című angol Wikipédia-szócikk ezen változatának fordításán alapul.  Az eredeti cikk szerkesztőit annak laptörténete sorolja fel. Ez a jelzés csupán a megfogalmazás eredetét és a szerzői jogokat jelzi, nem szolgál a cikkben szereplő információk forrásmegjelöléseként.